# TA 1000

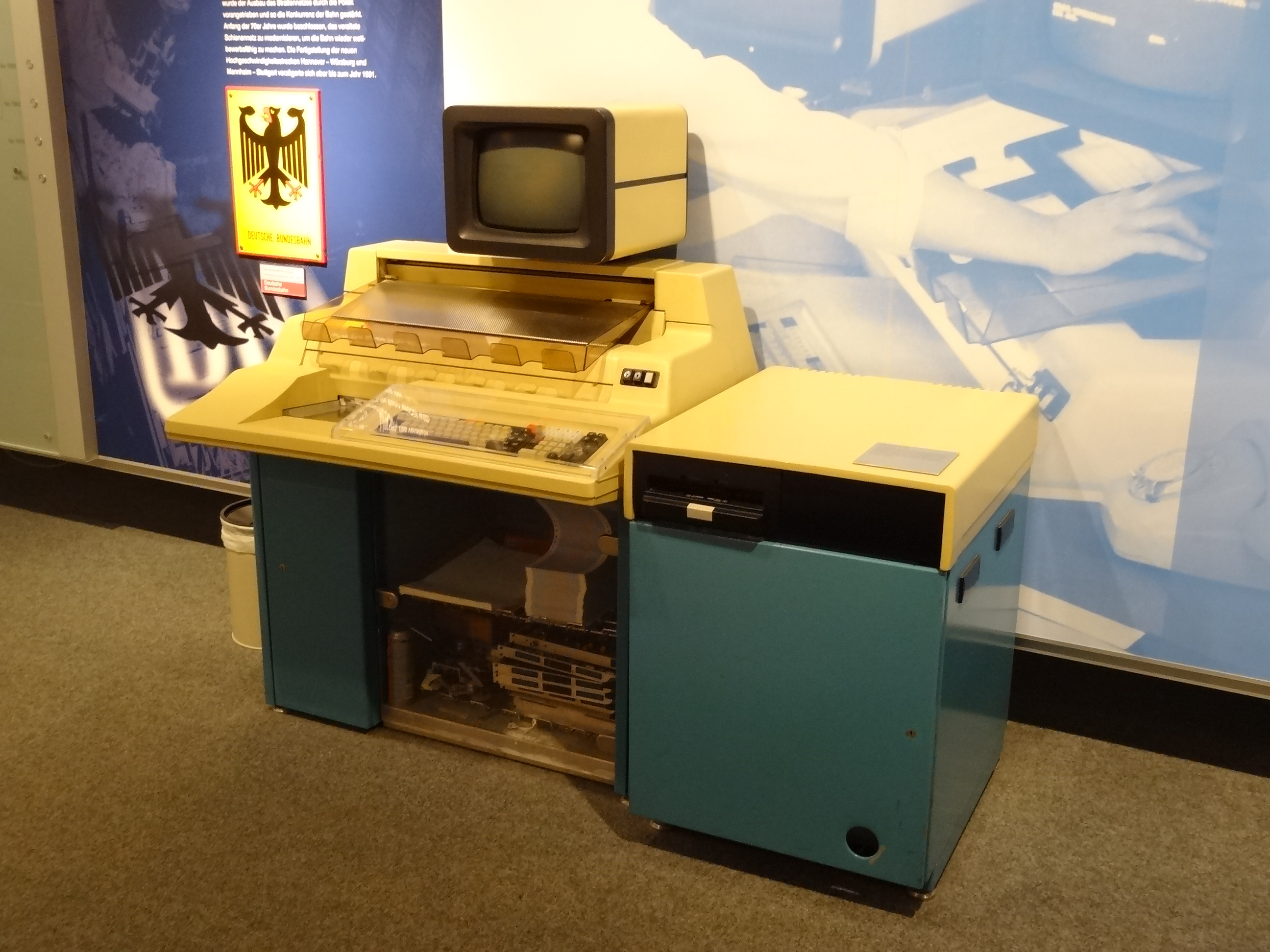
Datenstation TA 1069, DB Museum Nürnberg

Der Computer TA 1000 war eine Maschine der mittleren Datentechnik der Firma Triumph-Adler. 1973 begann bei Triumph-Adler die Serienproduktion der TA 1000. TA verkaufte über 10.000 dieser Maschinen, damals eine achtbare Zahl.

## Technik
Die Zentraleinheit des TA 1000 hatte sich TA-Chef Gerd E. Weers für wenige Millionen Mark von Otto Müller, dem Chef der Firma Computertechnik Müller (CTM) in Konstanz, entwickeln lassen.

## CPU
CPU-Board (AAB 01)
Otto Müller kreierte aus zwei SN7483AN- (4-bit-Addierer), zwei SN7400N-, zwei SN7486N-, vier SN7450N- und acht SN74H52N-Bausteinen eine Arithmetisch-logische Einheit (ALU), aus vier SN7475N- und acht SN74100N-Bausteinen einen Registersatz (Akku) und aus vielen weiteren TTL-Logikbausteinen das notwendige Steuerwerk, so dass auf einer 28 cm mal 30 cm großen Leiterplatte aus insgesamt 109 ICs (einen 4-poligen Schwellwertschalter mitgezählt) eine 8-bit-CPU mit einem 16-bit-Adressbus entstand. Die CPU hatte zwei 8-Bit Datenbusse (Read- und Writebus), sodass Datenänderungen im Speicher in einem Zyklus ausgeführt wurden.
Es war eine RISC-CPU mit 120 Instruktionen, die auf der Platine durch eine Hardware-Statemaschine ausgeführt wurden.
- Es gab nur 8 logische Instruktionen, aber mit jeweils 15 verschiedenen Adressierungsarten.
- Es gab 1 Sprungbefehl mit 7 Bedingungen und 4 Adressierungsarten.
- Es gab 1 Subprogrammsprung mit 4 Adressierungsarten.
- Es gab 1 Returnsprung mit 2 Adressierungsarten.
- Sowie einige Sonderbefehle

Die CPU konnte Interrupts ausführen und ließ auch DMA-Busbenutzung durch IO-Karten zu. Ihr Timer-Interrupt ließ zeitabhänge IO-Funktion zu.

### Testtableau
Für Test und Programmierung konnte auf einem speziellen Steckplatz, neben der CPU, eine Interface-Karte gesteckt werden. Diese Karte war über ein Kabel mit dem Bedien- und Anzeigetableau verbunden. Damit konnte man auf alle Funktionen der CPU, des Speichers und den IO-Karten zugeifen. Im Prinzip war es ein Hardware-Debugger hauptsächlich für das Betriebssystem nutzbar.

## Speicher
RAM-Board (AAC 04)
Als Speicher gab es eine doppelbreite Platine mit 4096 Byte Kernspeicher, später 8k Kernspeicher, dann SRAM-Speicher. Die CPU konnte mit ihren 16 Adressleitungen bis zu 64 KByte adressieren, abzüglich Betriebssystem (PROM-Speicher). Es gab zwei Datenbusse für In- und Output, so dass Read-Write-Operationen in einem Zyklus ausgeführt werden konnten.

## Betriebssystem
ROM-Board (AAE 02)
Das Betriebssystem (die Firmware) war modular: Auf eine Firmwareplatine (gleiche Größe wie CPU) wurden Logikschaltungen mit Fassungen für EPROMS montiert. In diese wurde je nach Verwendungszweck die EPROMs Typ 1701 z. B. für einen Drucker oder einen Kassettenrecorder gesteckt. Der Betriebssystemkern (im ROM-Speicher) war ein Interpreter für Assemblercodes und belegte im RAM-Speicher 1 KByte (als Scratchpad benannt). Es konnte immer nur ein Anwenderprogramm geladen werden. Durch Angabe von Laufwerknummer und bei Magnetbändern einer Bandmarke, bei Floppydisks eines Namens. Es gab keine Systemverwaltungs Funktionen, sowas konnte nur wie ein Anwenderprogramm gestartet werden.

## Peripherie
Am Anfang gab es IO-Platinen (Input-, Output-Platinen) für
- Tastatur,
- Konsoldrucker (Typhebeldrucker auf Basis elektr. Schreibmaschinen) später Nadeldrucker (auch als Zweitdrucker)[6]
- Lochstreifenleser und
- Lochkartenleser,

dann
- Kassettenband-Laufwerke

Später kamen noch Karten für
- 8 Zoll Floppydisk,
- verschiedene Drucker,
- Magnetstreifen-Buchungskarten und
- eine IO-Karte zum Anschluss eines externen DFÜ-Modems (dies wurde von der Post gestellt).
- ein Display

Später gab es dann kurz vor Einstellung der Serie noch
- eine 14" Fest-/Wechselplatte mit 12 MB

## Anwender
- Steuerberater nutzten die Maschine und erfassten die Buchungen ihrer Kunden auf Kassettenband, um sie dann per DFÜ an die Datev zu übertragen.[7]
- Die Deutsche Bundesbahn kaufte über 5000 Stück, unter anderem für ihre Fahrkartenschalter.[8]
- Gemeindeverwaltungen waren mit dem Rechenzentrum AKDB verbunden.
- Viele Firmen verwalteten Rechnungswesen, Lagerbestand, Angebotskalkulation, Lohn und Lohnsteuer sowie Personaldaten.